# Enrico II il Santo
Enrico II il Santo (Bad Abbach o Hildesheim, 6 maggio 973 – Grona, 13 luglio 1024) è stato re d'Italia dal 1002 al 1024, imperatore del Sacro Romano Impero e ultimo esponente della dinastia degli Ottoni.
Figlio di Enrico II di Baviera, alla sua morte, nel 995, divenne duca di Baviera con il nome di Enrico IV di Baviera. Fu anche duca di Carinzia come Enrico III. È stato dichiarato santo. Anche sua moglie, Cunegonda, rientra nel novero dei santi della Chiesa cattolica.

## Biografia

### L'infanzia di Enrico e l'elevazione a duca di Baviera
Enrico nacque il 6 maggio del 973, figlio di Enrico II, duca di Baviera e di Gisella di Borgogna. Tramite suo padre, era nipote di Enrico I, duca di Baviera, e pronipote del re Enrico I di Germania. Per sua madre, era nipote del re Corrado III di Borgogna e pronipote del re Rodolfo II di Borgogna.
Il padre nel 974 si ribellò al cugino e imperatore del Sacro Romano Impero Ottone II. I due erano in conflitto per le reciproche rivendicazioni sul ducato di Svevia: Enrico rivendicò il ducato come suo diritto di nascita mentre Ottone II rivendicò il diritto imperiale di nominare un duca di sua scelta. Dopo la fallimentare rivolta, Ottone II imprigionò l'anziano Enrico ad Ingelheim. Dopo essere fuggito, Enrico si ribellò di nuovo contro Ottone II. Quando questa seconda rivolta fallì, Ottone II depose Enrico dal titolo di duca di Baviera e lo mandò in esilio sotto la custodia del vescovo di Utrecht nell'aprile del 978. Come conseguenza della sua rivolta, l'imperatore divise dal ducato di Baviera il ducato di Carinzia.
Durante l'esilio di suo padre, il giovane Enrico visse a Hildesheim. Da bambino fu educato, assieme al fratello Bruno, nella fede cristiana da san Volfango, vescovo di Ratisbona, e poi studiò nella cattedrale di Hildesheim. Lo stesso imperatore si assicurò che Enrico ricevesse un'educazione ecclesiastica per renderlo un ecclesiastico e impedirgli di partecipare al governo imperiale.
La morte di Ottone II del 983 permise al padre di essere rilasciato dalla custodia e di tornare dall'esilio. Egli rivendicò la reggenza di Ottone III, il bambino di tre anni di Ottone II. Dopo aver tentato di usurpare il trono di Germania nel 985, il padre cedette il governo alla madre del bambino, Teofano. In cambio della sua sottomissione al re, il padre fu restaurato come duca di Baviera. Il giovane Enrico, che in quel momento aveva tredici anni, fu nominato reggente sulla Baviera. Quando il padre morì nel 995, il giovane Enrico fu eletto dai nobili bavaresi come nuovo duca per succedere a suo padre.
Nel 999 Enrico sposò Cunegonda di Lussemburgo, figlia di Sigfrido, conte di Lussemburgo. Questo matrimonio gli assicurò una vasta rete di contatti nei territori occidentali della Germania.

### La successione contestata
Il 23 gennaio 1002 morì il cugino di secondo grado Ottone III. Non era prassi all'epoca che vi fossero diritti al trono per gli appartenenti alle linee collaterali della famiglia regia, quindi la successione non fu immediata. La via per la sua successione venne aperta quando Ottone di Worms, nipote di Ottone I, rifiutò la corona; Enrico II trovò sostegno per la sua successione in Sassonia, desiderosa di vedere un uomo della propria stirpe continuare a sedere sul trono; egli inoltre era sostenuto da Sofia e Adelaide, sorelle del defunto Ottone III. Anche Ottone di Worms finì per appoggiarlo.
La sua ascesa la trono venne contrastata dal margravio di Meißen Eccardo, sostenuto dal suocero e duca di Sassonia Bernardo, dal vescovo di Halberstadt Arnolfo, dal vescovo di Hildesheim Bernward  e altri grandi di Germania. La fazione di Eccardo fecero saltare l'assemblea tra i grandi a Werla occupando, durante il banchetto, i posti delle sorelle di Ottone III. Eccardo poi abbandonò l'assemblea per andare a Hildesheim, facendosi accogliere come un re. Egli in ogni caso venne ucciso il 23 aprile 1002 a Pöhlde a causa di un complotto ordito dai figli del conte di Northeim Sigfrido mentre si stava recando in Lotaringia ove si sarebbe deciso il successore di Ottone III dopo la sua sepoltura a Pasqua ad Aquisgrana.
Enrico vincolò quindi la sua successione sul diritto ereditario, ma essa era flebile essendo solo un cugino: egli quindi fece dei gesti tali da consolidare la sua precaria posizione. Egli attese il corpo di Ottone III nel monastero di Polling, per poi accompagnarlo ad Aquisgrana mentre questo attraversava il suo ducato. Ciò lo fece in qualità di duca, ma inoltre Enrico  fece seppellire le viscere del cugino ad Augusta, nel monastero di Santa Afra e fece una ingente donazione in favore dell'anima del cugino; inoltre portava sulle spalle il feretro all'entrata di ogni città in cui il corpo era portato.
Un altro gesto per rafforzare le proprie pretese fu quando costrinse l'arcivescovo di Colonia Eriberto a consegnargli le insegne imperiali; questo però tenne nascosta la Sacra Lancia a Colonia e venne tenuto prigioniero fino a quando non giurò di cederla a Enrico, tenendo in ogni caso il vescovo di Würzburg e fratello dell'arcivescovo Eriberto come ostaggio a garanzia dell'adempimento del giuramento. L'arcivescovo in ogni caso rifiutò di rendere omaggio a Enrico fino a che la sua posizione non fosse stata legittimata da un'assemblea dei grandi, a cui Eriberto si sarebbe adeguato, fosse stata favorevole a Enrico o meno.
Ad Aquisgrana, i grandi di Germania pensarono di elevare sul trono il duca di Svevia Ermanno II, ma Enrico, inimicandosi l'arcivescovo di Colonia Eriberto, si era guadagnato il favore dell'arcivescovo di Magonza Willigis, il cui ruolo nel regno era di incoronare i re di Germania (e Willigis stesso aveva incoronato Ottone III): egli quindi incoronò Enrico nel vecchio duomo di Magonza il 6 giugno 1002, dopo che Ermanno II aveva tentato di impedire al futuro re Enrico di attraversare il Reno.
Nominò suo cancelliere Alberico, vescovo di Como.

## Enrico re

### L'elevazione al trono e la cavalcata attraverso il regno

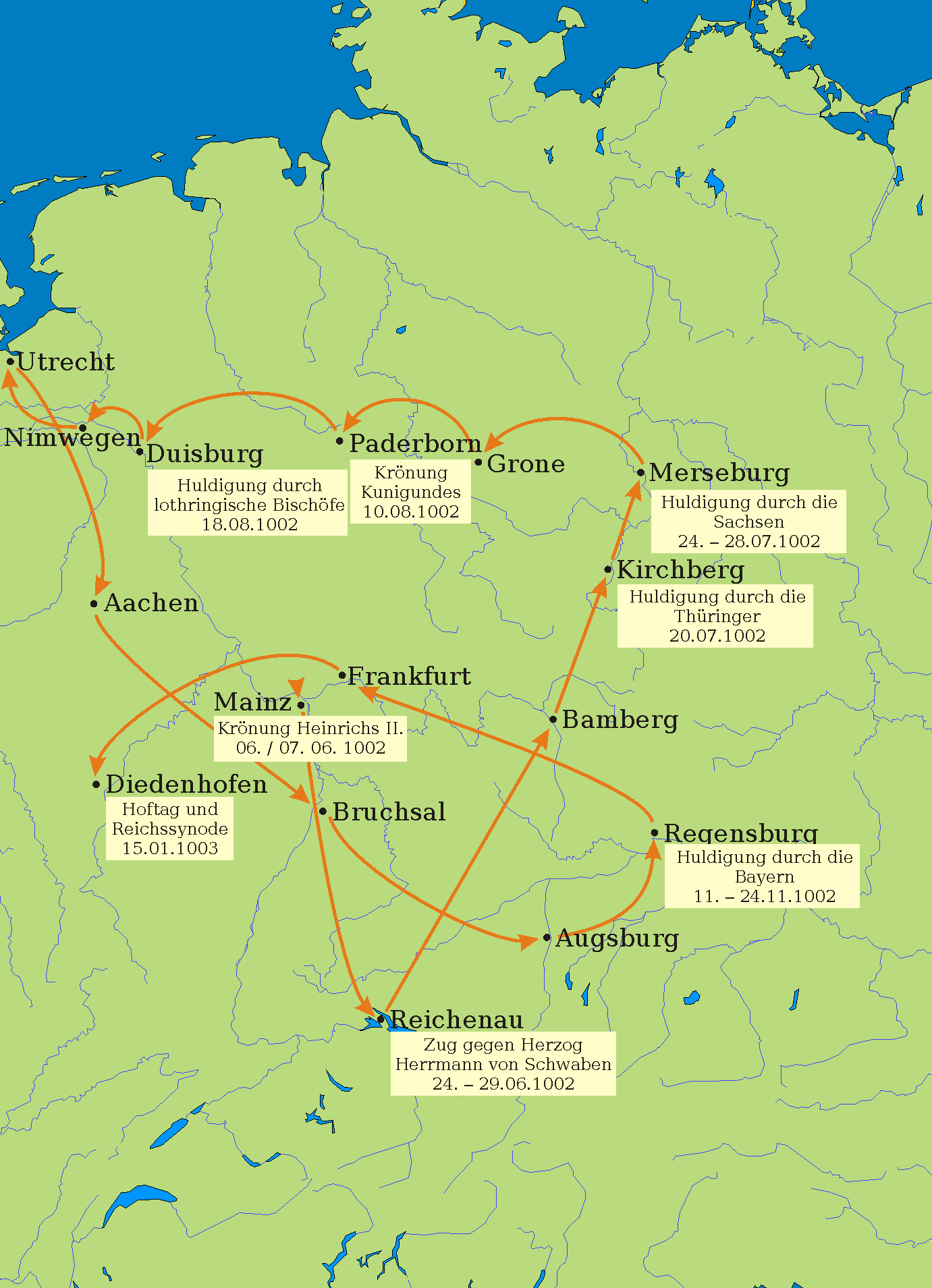
La cavalcata (Umritt) di Enrico II nel regno.

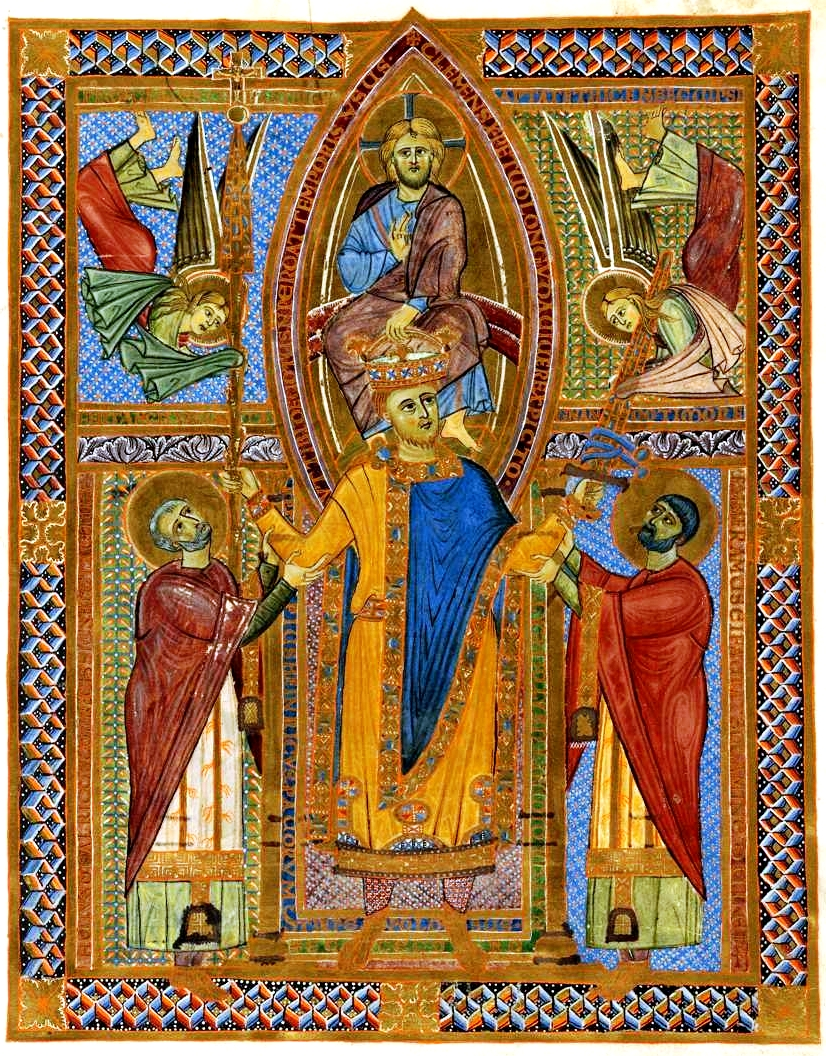
Incoronazione di Enrico II in una miniatura coeva

Una volta divenuto re, attaccò e saccheggiò il ducato di Svevia, ducato del rivale Ermanno II. Egli quindi contrattaccò, assediando Strasburgo assieme al genero Corrado, figlio di Ottone di Worms, difesa dal suo vescovo Werner. Strasburgo venne presa, e gli svevi, senza nessun ordine del duca, saccheggiarono e incendiarono la chiesa della città. Ermanno, per non perdere il ducato in caso di sconfitta, evitò di scontrarsi con il re direttamente, attaccando invece i suoi alleati nel suo ducato. Mentre il re era sull'isola di Reichenau per la natività di San Giovanni Battista, ricevette la sfida ad un duello (interpretabile sia come un duello individuale sia nel senso, come ha fatto notare Giesebrecht, di ingaggiare battaglia con un esercito, sulla base del fatto che Tietmaro usa il termine duellum anche in VII, 45 (62) per riferirsi inequivocabilmente ad una battaglia campale) da parte di Ermanno; egli però cambiò poi idea, preferendo forse non attaccare direttamente il re.
La campagna in Svevia si stava prolungando e Enrico decise di farsi approvare (e non eleggere) il titolo di re a Merseburgo dai grandi del regno: egli venne accolto dall'abate di San Giovanni Aimone e dal conte della città Ezicone; qua il duca Bernardo, prima sostenitore di Ermanno, il 25 luglio e su delega dei presenti, approvò che la carica regia fosse presieduta da Enrico; Bernardo quindi diede, durante una cerimonia, la sacra lancia a Enrico, allo scopo di rappresentare che i grandi approvavano la sua elevazione al trono; questi quindi giurarono fedeltà e supporto armato a Enrico porgendo le mani unite al sovrano, con l'eccezione di Liutgero.
Il neo re si diresse nella Lotaringia, verso Corbie, dove si riunì con la moglie Cunegonda, accolti dall'abate Titmaro e assieme si diresse a Paderborn, dove anche Cunegonda venne elevata a regina il 10 agosto, giorno di San Lorenzo Martire e anniversario della battaglia di Lechfeld. A Duisburg attese i vescovi di Lotaringia di Liegi e Cambrai, a cui di aggiunse l'arcivescovo Eriberto, che arrivò in ritardo, essendo questo stato rapito dal neo re poco tempo prima, e qui lo accettarono come re, scortandolo quindi fino ad Aquisgrana dove venne elevato anche dagli altri grandi di Lotaringia l'8 settembre, giorno della natività di Maria. Questo atto sancì definitivamente la nuova posizione di Enrico, confermato poi dalla sottomissione del duca Ermanno il 1 ottobre: egli fu riconfermato nel suo ducato ed espiò il suo peccato di aver bruciato la chiesa di Strasburgo donando alla diocesi una sua proprietà e restaurando l'abbazia di Santo Stefano, situata nella città.

### Enrico re: modello di gestione governativa
La pratica della cavalcata attraverso il regno (in tedesco Umritt) era una novità rispetto ai predecessori ottoniani: essi infatti rimanevano in Franconia, Sassonia e Bassa Lotaringia, andando in Svevia e Baviera solo in occasione delle spedizioni militari, specie per le spedizioni in Italia. Enrico II invece visitava i ducati regolarmente, e sotto il suo regno sono documentati le prime diete provinciali; Enrico II infatti, per quanto fosse riuscito a far valere le sue ragioni ereditarie, fu costretto a farsi validare la sua elevazione al trono, essendo stato solo un duca, dalle varie regioni del suo regno, La scelta del viaggio imperiale perenne si rifletté sui diplomi, redatti in loco e non più nei palazzi in cui abitualmente risiedevano gli imperatori sassoni.
Anche la pratica di governo cambiò: se gli Ottoni praticavano una governance incentrata sulla relazione tra il re e la famiglia, quindi una politica basata sull'insediamento nei punti chiave del regno dei propri familiari di sangue o acquisiti, con Enrico II, che possedeva una mentalità "ducale", la pratica di governo cambiò: egli aveva pochi familiari stretti (che comunque insediò in posizioni privilegiate; diede anche incarichi di prestigio a famiglie bavaresi appartenenti al suo ducato) e basò la propria azione conferendo titoli ducali o immettendo nella cappella regia non più i membri della vecchia aristocrazia ducale, ma dei membri delle famiglie comitali di secondo piano, minando in questo modo l'autorità ducale ivi presente; inoltre i duchi persero lo status di uomini più importanti del regno, essendo ormai il potere nelle mani delle più potenti famiglie comitali; egli si presentò in ogni caso come poco più di un duca e rafforzò il ruolo vescovile nel regno (in ventidue anni di regno, elevò alla soglia vescovile almeno quarantadue vescovi); inoltre ebbe maggiormente la propensione a insediare come vescovi i membri della sua cappella regia.

### Enrico re: gli scontri
Enrico si dedicò fondamentalmente a risolvere i problemi della Germania, poiché fin dalla sua elezione gli equilibri di potere tra i vassalli si erano di nuovo spezzati, soprattutto a seguito dell'orientamento prevalentemente italiano nella politica dei suoi predecessori. Negli anni del suo regno dovette così combattere a lungo contro vari signori ribelli, come Baldovino di Fiandra (ribellatosi tra la fine del 1006 e il 1007), Federico conte di Lussemburgo, Enrico V duca di Baviera e suo cognato e il vescovo di Metz Teodorico II (ribellatosi assieme al fratello Enrico sempre nel 1009), sempre cognato del re. Nel 1003 il neo-re dovette affrontare la rivolta di Enrico di Schweinfurt, offeso dal fatto che non aveva ricevuto dal suo sovrano il ducato di Baviera; egli fu appoggiato da Boleslao I di Polonia e Boleslao III "il Rosso" di Boemia ed ebbe l'appoggio dello stesso fratello del sovrano, Bruno, vescovo di Augusta; questa rivolta fu tuttavia schiacciata in breve tempo.

### Enrico re: le relazioni con gli slavi
Per definire la situazione lungo i confini orientali non esitò ad allearsi con le tribù slave, ancora pagane come i Liutici nel 1003, contro il duca/re cristiano Boleslao, atto rinfacciato dai contemporanei, e lo stesso Titmaro non ebbe buona opinione di questo popolo, ma la guerra poco gli valse perché nello scontro perse la marca di Lusazia. Boleslao, nominato re da Ottone III, voleva che il suo titolo fosse riconosciuto dal nuovo re Enrico II e che il magraviato di Meissen fosse a lui affidato in cambio del suo appoggio per la successione al trono,che era rimasto vacante dalla morte di Eccardo durante le lotte per il trono, in modo da poter entrare così ufficialmente nella rete imperiale, avendo già contatti anche dinastici con la famiglia dei margravi di Meißen e avendo la stima della dinastia dei Billunghi, duchi di Sassonia.
Enrico II cambiò nettamente l'orientamento politico dell'impero verso gli slavi, passando quindi oltre il congresso di Gniezno.
Le spedizioni contro Boleslao occupano la maggior parte delle pagine della Cronaca di Titmaro, e la definizione dei confini orientali e dello status di Boleslao sono centrali per il vescovo di Merseburgo, suo confinante.
Molto religioso e convinto assertore delle responsabilità dell'Imperatore nei confronti della fede e della prosperità dei suoi sudditi, Enrico esercitò sulla Chiesa e sui monasteri tedeschi un forte controllo, inteso in primo luogo a promuovere una riforma morale dei costumi nello spirito dell'ordine cluniacense, e a livello politico per renderli un contrappeso valido e sostanziale rispetto al potere e all'ingerenza dell'aristocrazia laica, così come era già stato fatto da Ottone I. Nel 1013 prende sotto la propria protezione l'abbazia benedettina di Sansepolcro, nell'Alta Valle del Tevere, di cui, in alcuni privilegi degli anni successivi, si dirà fondatore.

## Enrico e l'Italia

### Prima discesa in Italia e incoronazione
A causa del suo prevalente interesse per i problemi della Germania, l'attenzione per la situazione in Italia fu minore dei suoi predecessori e sempre episodica. Questa situazione ha come emblema il motto del re: Enrico, re incontrastato in Germania, dopo la sottomissione di Ermanno, creò una bolla di piombo con inciso Renovatio regni Francorum, sulla falsariga del motto di Ottone III (Renovatio Imperii Romanorum). In Italia Arduino d'Ivrea era stato eletto re dai grandi signori italici. Enrico si concentrò sulla Germania, ma inviò in Italia Ottone di Worms assieme ad altri conti; questi furono fermati da Arduino, che aveva bloccato la valle dell'Adige presso Verona impadronendosi delle chiuse locali appartenenti al vescovo di Verona Otberto, mentre i tedeschi cercavano di unirsi al marchese di Canossa Tedaldo e all'arcivescovo di Ravenna Federico e le truppe del duca di Carinzia furono sconfitte presso la valle del Brenta.
Enrico scese in Italia nel 1004, una volta che la situazione in Germania fu pacificata: egli partì da Merseburgo dopo la quaresima, passando in Turingia e Francia Orientale e arrivando a Ratisbona; qua investì il 24 marzo come duca di Baviera il genero Enrico I di Lussemburgo. Egli proseguì passando per Augusta e, accolto dal vescovo Sigfrido per due notti, mandò indietro la moglie in Sassonia. Enrico proseguì fino a Thingau, dove lo raggiunse il fratello e vescovo di Augusta Bruno. 

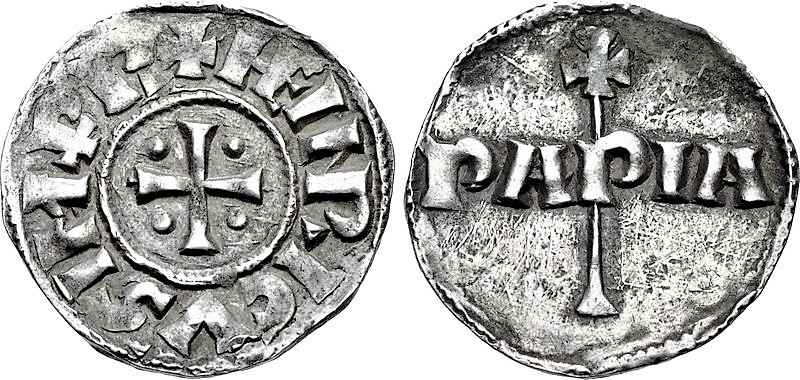
Pavia, denaro, Enrico II.

Nell'aprile 1004 arrivò a Trento dove celebrò la domenica delle Palme. Arduino attendeva a Verona con le truppe a difendere le chiuse, non lontane dal fiume Brenta. Le truppe del duca di Carinzia riuscirono ad espugnarle. Enrico allora festeggiò la Pasqua nei pressi del fiume e lo guadò due giorni dopo. Arduino fuggì e Enrico entrò pacificamente a Verona, raggiunto dal marchese di Canossa Tedaldo. Enrico proseguì fino a Brescia, accolto dall'arcivescovo di Ravenna Federico, per poi raggiungere Bergamo, accolto dall'arcivescovo di Milano Arnolfo. Venne quindi incoronato re d'Italia a Pavia nella basilica di San Michele.

### La ribellione di Pavia e il ritorno in Germania
La sera stessa dell'incoronazione però i cittadini di Pavia si ribellarono al neo re d'Italia; una folla inferocita si diresse verso il palazzo, da cui si affacciò l'arcivescovo di Colonia Eriberto per tentare di placare la folla e chiedere il motivo della loro ira, ma questa gli rispose con lanci di sassi e frecce. Le truppe a guardia del palazzo erano poche e, per allarmare l'esercito tedesco accampato fuori dalle mura, queste diedero fuoco alle case nei pressi del palazzo. L'esercito allora assaltò le mura per prestare soccorso al loro sovrano; durante l'assalto, morì Giselberto, fratello della regina Cunegonda, vendicato da un certo cavaliere Vulfram, che riuscì a ferire al collo trapassando l'elmo un longobardo che lo aveva ucciso. Le truppe sveve, francone e lotaringe riuscirono ad entrare in città, facendo strage dei pavesi, che tentarono di difendersi scagliando giavellotti dai tetti delle case, ma questi furono inghiottiti dal fuoco. Mentre le truppe saccheggiavano i morti, il re diede poi ordine di risparmiare i sopravvissuti e si ritirò nel monastero di San Pietro in Ciel d'Oro, all'epoca fortificato, in cui ricevette la sottomissione dei ribelli. Il re quindi andò a Ponte Lungo nelle vicinanze di Pavia dove ricevette l'esercito longobardo, visitò Milano e tornò a Ponte Lungo dove tentò di placare il popolo che non voleva che il loro neo re tornasse in Germania. Festeggiò la Pentecoste a Grumo, venne incontro ai Tusci, che si mossero solo quando videro che Enrico era vincitore, e tornò in Germania passando per la Svevia: qua era morto, prima della spedizione in Italia, il duca ex ribelle Ermanno e gli era succeduto il figlio ancora bambino Ermanno III, il quale venne preso in custodia dal sovrano. Da qui, andò a Strasburgo per festeggiare il Natale. Enrico abbandonò l'Italia quindi a inizio giugno, con ancora Arduino non totalmente sconfitto; egli inoltre non scese a Roma, essendo questa tornata sotto il controllo di Giovanni Crescenzio, il cui padre era stato decapitato da Ottone III, e dei papi da lui nominati, e questi ultimi dovevano concedere l'autorizzazione per ripristinare la diocesi di Merseburgo (futura diocesi di Titmaro) e fondare la diocesi di Bamberga.

### LaRomzug: la seconda discesa in Italia e l'incoronazione imperiale
Nel 1012 la famiglia dei Tuscolani riuscì a prendere il potere a Roma e riuscirono a collocare come papa un loro membro, Benedetto VIII e chiesero l'aiuto di Enrico per farlo mantenere come papa: questi era stato infatti scacciato e per chiedere aiuto si mosse di persona, appena eletto dopo aver sconfitto nella corsa per il soglio di San Pietro un certo Gregorio; il neo papa passò le Alpi e incontrò l'imperatore a Natale a Pöhlde, convincendolo a sostenere la sua famiglia (già favorita sotto Ottone III) e la propria elezione. I Tuscolani mantennero il controllo di Roma fino al 1045, tant'è che si può parlare di "papato dei Tuscolani".
Enrico quindi si avviò verso Roma (intraprese infine la sua Romzug) e il 21 settembre 1013 fu a Balgstädt. Egli non ricevette nessun aiuto da parte di Boleslao, il quale anzi, attraverso i suoi ambasciatori-spia tentò di carpire le mosse di Enrico in Italia e cercò di corrompere i grandi che accompagnavano il re; inoltre accusò Enrico presso il papa e tentò di impedirgli di versare il censo al pontefice. Arduino invece, consapevole di non avere truppe sufficienti per contrastare Enrico, si rinchiuse in una sua fortezza e, nonostante ciò, chiese la restituzione di una contea e la promessa di restituirgli i figli (presi in ostaggio da Enrico anni prima) e la corona. Nel gennaio 1014 Enrico, in occasione del sinodo di Ravenna, nominò come arcivescovo della città suo fratellastro Arnolfo; avversario di Arnolfo, di cui contestò l'elezione, fu Adalberto, il quale raggiunse un accordo con Enrico facendosi nominare vescovo di Arezzo.
Nonostante le richieste di Arduino, non vi furono ostacoli per la discesa a Roma e il 14 febbraio 1014 fu incoronato imperatore assieme alla consorte a Roma per mano di Benedetto VIII; la sera seguì un banchetto in Laterano. Otto giorni dopo scoppiarono dei tumulti sul ponte Tiberino tra i tedeschi e i romani, i quali finirono solo grazie al calare del sole: questi erano stati scatenati dai fratelli Ugo, Uezil e Ezzelino, figli del marchese Oberto II d'Este e rivale di Enrico II; essi vennero catturati: uno riuscì a fuggire dalle prigioni, uno venne portato a Fulda e un altro al castello di Givikenstein.
Seguì il sinodo di Roma (febbraio 1014) e per la Pasqua Enrico andò a Pavia, quindi tornò in Germania. Rimase in Italia otto mesi. Arduino rialzò la testa conquistando Vercelli, ma venne sconfitto.

### Terza discesa in Italia
Ridiscese ancora nel 1021-22 in Italia per condurre una breve campagna militare in Puglia e Campania contro i Bizantini. Rimase poche settimane. Nel 1022, presiedette, insieme al pontefice, dopo un sinodo a Bamberga (1020) il concilio di Pavia, a conclusione del quale vennero emanati sette canoni contro il concubinato dei sacerdoti e per la difesa dell'integrità dei patrimoni ecclesiastici: questo concilio è considerato un momento importante nel processo di riforma della Chiesa dell'XI secolo.

## La morte

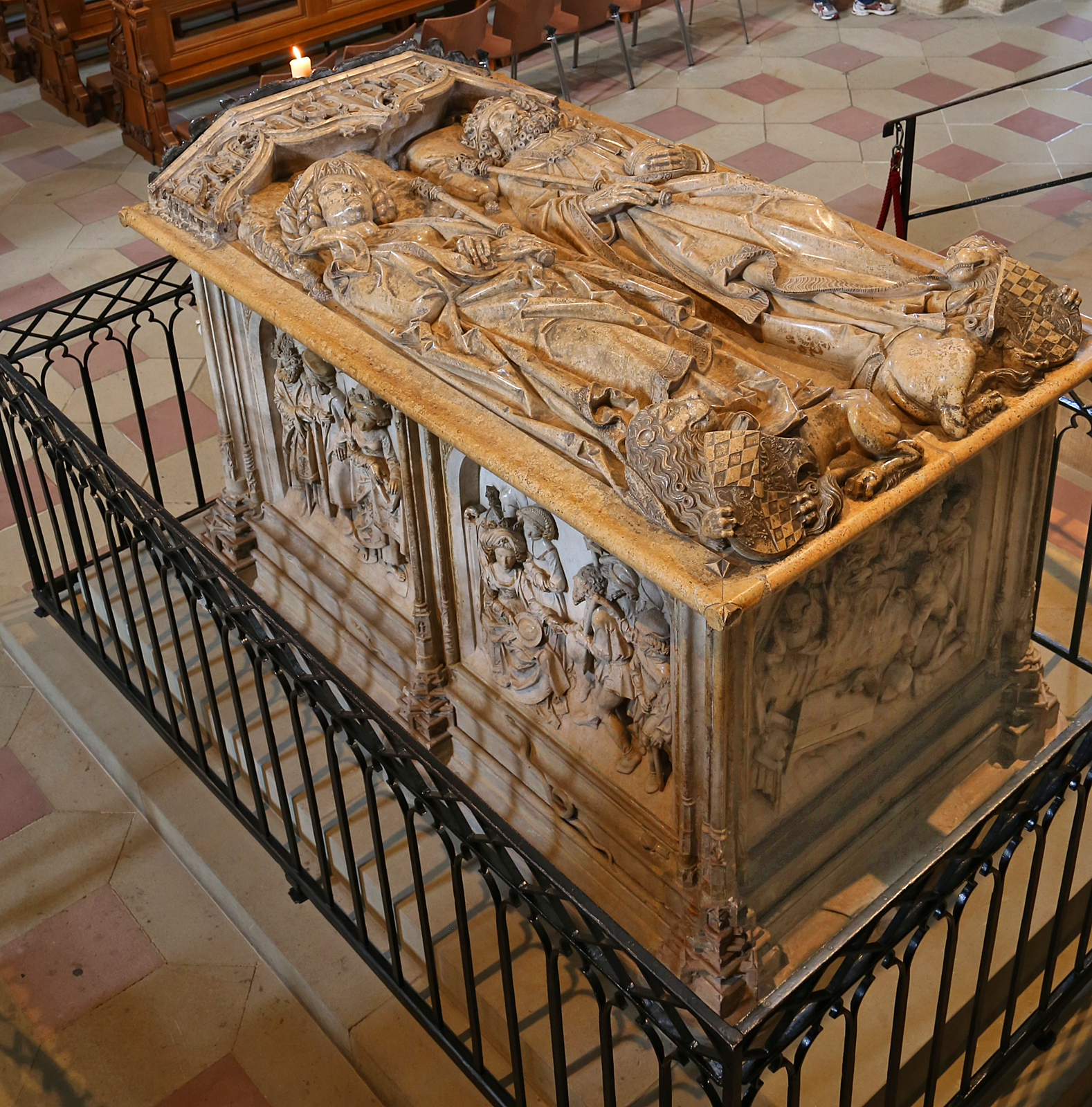
La tomba di Enrico e della moglie Cunegonda.

La sua morte, il 13 luglio 1024, fu accompagnata in Italia da sommosse di popolo e dall'incendio del palazzo imperiale di Pavia, mentre in Germania da un'incredibile assenza di conflitti intestini tra i principi, segno di una politica interna che alla lunga aveva dato i suoi frutti. Si organizzò un'assemblea elettiva (da Enrico nel 1002 ostacolata) in cui gli succedette Corrado II il Salico, iniziatore della dinastia di Franconia (ma legato a lui da rapporti di parentela: Corrado era figlio di Enrico di Spira, figlio a sua volta di Ottone di Worms, figlio di Corrado il Rosso e di Liutgarda, figlia a sua volta di Ottone I e quindi, oltre che bisnonna di Corrado II, cugina di Enrico II).
La tomba di Enrico, in cui giace assieme alla moglie Cunegonda, capolavoro marmoreo di Tilman Riemenschneider, è custodita nel duomo di Bamberga.

## Culto
Enrico II venne canonizzato nel 1146 da papa Eugenio III quale Imperatore devoto, non a caso in un periodo di grande incertezza del potere imperiale e papale, con la città di Roma elevata a Libero Comune e le predicazioni pauperiste di Arnaldo da Brescia che scuotevano gli animi.
La sua memoria liturgica si celebra il 13 luglio.

## Ascendenza
|                         |                        |                       | Genitori                |  |  | Nonni |  |  | Bisnonni             |  |  | Trisnonni                |  |
|                         |                        |                       |                         |  |  |       |  |  | Enrico l'Uccellatore |  |  | Ottone, duca di Sassonia |  |
|                         |                        |                       |                         |  |  |       |  |  | Enrico l'Uccellatore |  |  | Ottone, duca di Sassonia |  |
|                         |                        | Edvige di Franconia   |                         |  |  |       |  |  | Enrico l'Uccellatore |  |  |                          |  |
| Enrico I di Baviera     |                        |                       |                         |  |  |       |  |  | Enrico l'Uccellatore |  |  |                          |  |
|                         |                        | Matilde di Ringelheim | Teodorico di Ringelheim |  |  |       |  |  |                      |  |  |                          |  |
|                         |                        | Matilde di Ringelheim | Teodorico di Ringelheim |  |  |       |  |  |                      |  |  |                          |  |
|                         |                        | Matilde di Ringelheim | Rainilde di Frisia      |  |  |       |  |  |                      |  |  |                          |  |
| Enrico II di Baviera    |                        | Matilde di Ringelheim |                         |  |  |       |  |  |                      |  |  |                          |  |
|                         |                        | Arnolfo di Baviera    | Liutpoldo di Baviera    |  |  |       |  |  |                      |  |  |                          |  |
|                         |                        | Arnolfo di Baviera    | Liutpoldo di Baviera    |  |  |       |  |  |                      |  |  |                          |  |
|                         |                        | Arnolfo di Baviera    | Cunegonda di Svevia     |  |  |       |  |  |                      |  |  |                          |  |
| Giuditta di Baviera     |                        | Arnolfo di Baviera    |                         |  |  |       |  |  |                      |  |  |                          |  |
|                         |                        | Giuditta del Friuli   | Eberardo del Friuli     |  |  |       |  |  |                      |  |  |                          |  |
|                         |                        | Giuditta del Friuli   | Eberardo del Friuli     |  |  |       |  |  |                      |  |  |                          |  |
|                         |                        | Giuditta del Friuli   | Gisella                 |  |  |       |  |  |                      |  |  |                          |  |
| Enrico II il Santo      |                        | Giuditta del Friuli   |                         |  |  |       |  |  |                      |  |  |                          |  |
|                         | Rodolfo II di Borgogna | Rodolfo I di Borgogna |                         |  |  |       |  |  |                      |  |  |                          |  |
|                         | Rodolfo II di Borgogna | Rodolfo I di Borgogna |                         |  |  |       |  |  |                      |  |  |                          |  |
|                         | Rodolfo II di Borgogna | Willa di Provenza     |                         |  |  |       |  |  |                      |  |  |                          |  |
| Corrado III di Borgogna | Rodolfo II di Borgogna |                       |                         |  |  |       |  |  |                      |  |  |                          |  |
|                         |                        | Berta di Svevia       | Burcardo II di Svevia   |  |  |       |  |  |                      |  |  |                          |  |
|                         |                        | Berta di Svevia       | Burcardo II di Svevia   |  |  |       |  |  |                      |  |  |                          |  |
|                         |                        | Berta di Svevia       | Regelinda di Zurigo     |  |  |       |  |  |                      |  |  |                          |  |
| Gisella di Borgogna     |                        | Berta di Svevia       |                         |  |  |       |  |  |                      |  |  |                          |  |
|                         |                        | -                     | -                       |  |  |       |  |  |                      |  |  |                          |  |
|                         |                        | -                     | -                       |  |  |       |  |  |                      |  |  |                          |  |
|                         |                        | -                     | -                       |  |  |       |  |  |                      |  |  |                          |  |
| Adelaide di Bellay      |                        | -                     |                         |  |  |       |  |  |                      |  |  |                          |  |
|                         |                        | -                     | -                       |  |  |       |  |  |                      |  |  |                          |  |
|                         |                        | -                     | -                       |  |  |       |  |  |                      |  |  |                          |  |
|                         |                        | -                     | -                       |  |  |       |  |  |                      |  |  |                          |  |
|                         |                        | -                     |                         |  |  |       |  |  |                      |  |  |                          |  |